# 帕瓦罗蒂-弗雷妮市政剧院

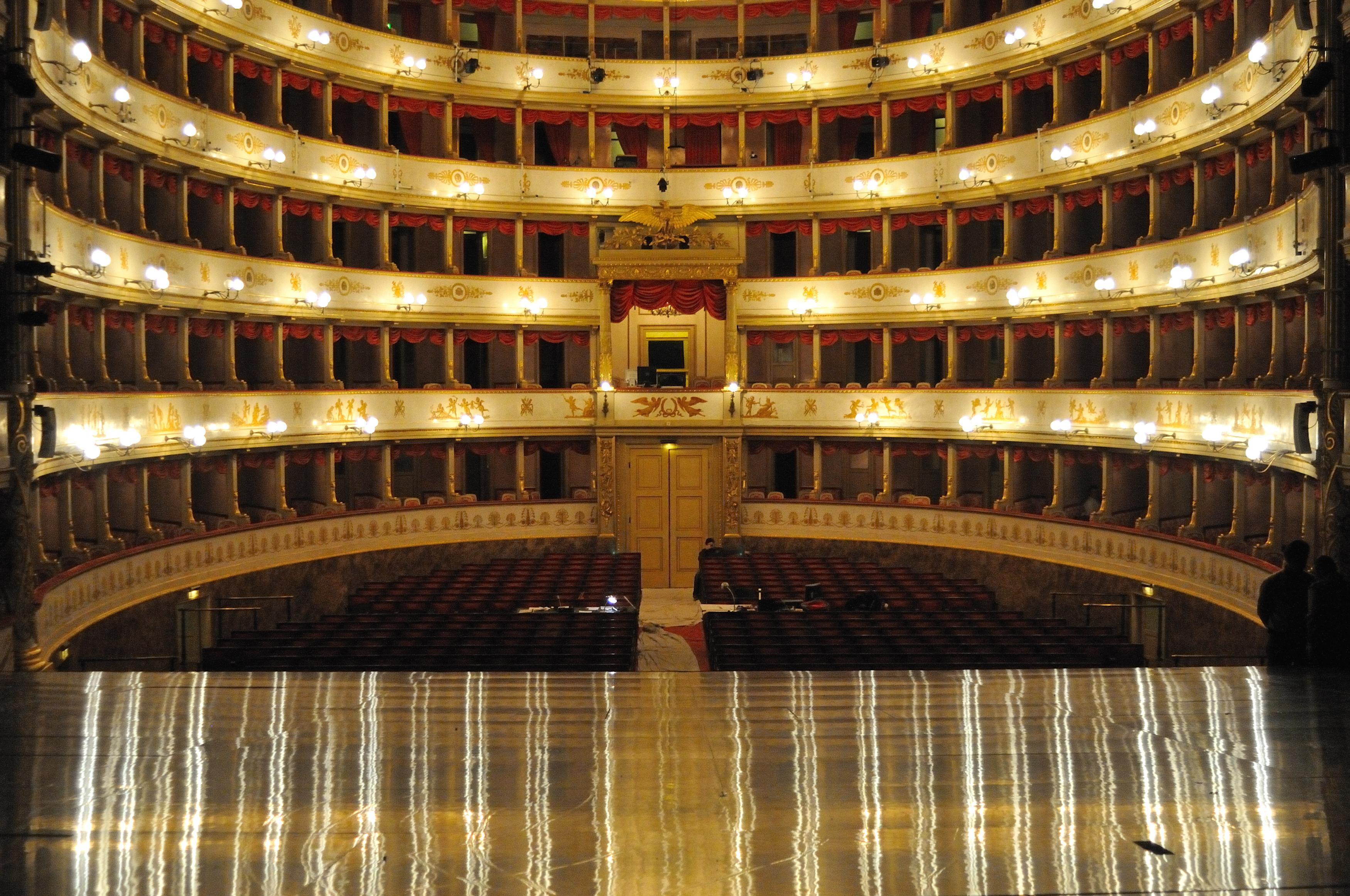

帕瓦罗蒂-弗雷妮市政剧院（意大利语：Teatro comunale Pavarotti-Freni），原名摩德纳市政剧院（Teatro Comunale di Modena），2007年10月更名为卢奇亚诺·帕瓦罗蒂市政剧院（Teatro Comunale Luciano Pavarotti），2021年改为现名。这是一座歌剧院，位于意大利艾米利亞-羅馬涅大区的摩德纳。
创建现在剧院的想法可以追溯到1838年，当时公爵私人和公众共有的“艾米利亞大道市政剧院”（Teatro Comunale di via Emilia）显然已不再适合上演歌剧。然而，到目前为止，这座房子一直是展示多尼采蒂、贝利尼和罗西尼所有作品的场所，摩德纳存在着繁荣的剧院文化。在摩德纳市长的领导下，与著名的音乐学院合作，建筑师弗朗西斯科·范德利设计了剧院，正如最初的名称Teatro dell'Illustrissima Comunita，“为了城市的尊严和风景艺术的传播”。 除了弗朗西斯科四世公爵赠送的一份重要礼物外，剧院以当时典型的方式 - 出售包厢筹款。范德利为新剧院所作的设计，结合了皮亚琴察、曼托瓦和米兰的做法，于1841年10月2日开业，首演剧目是甘迪尼的《卡诺萨城堡勃艮第的阿德莱德》, 这是一部专为这一场合而设计的歌剧。
与此同时，1841年，当现在的剧院开业时，“艾米利亞大道市政剧院”重新命名为“老剧院”（Teatro Vecchio），最终于1859年关闭，也就是弗里德里希五世公爵离开摩德纳的同一年。 反过来，这又导致了另一次更名，由Illustrissima改为“市政剧院”（Teatro Municipale）。

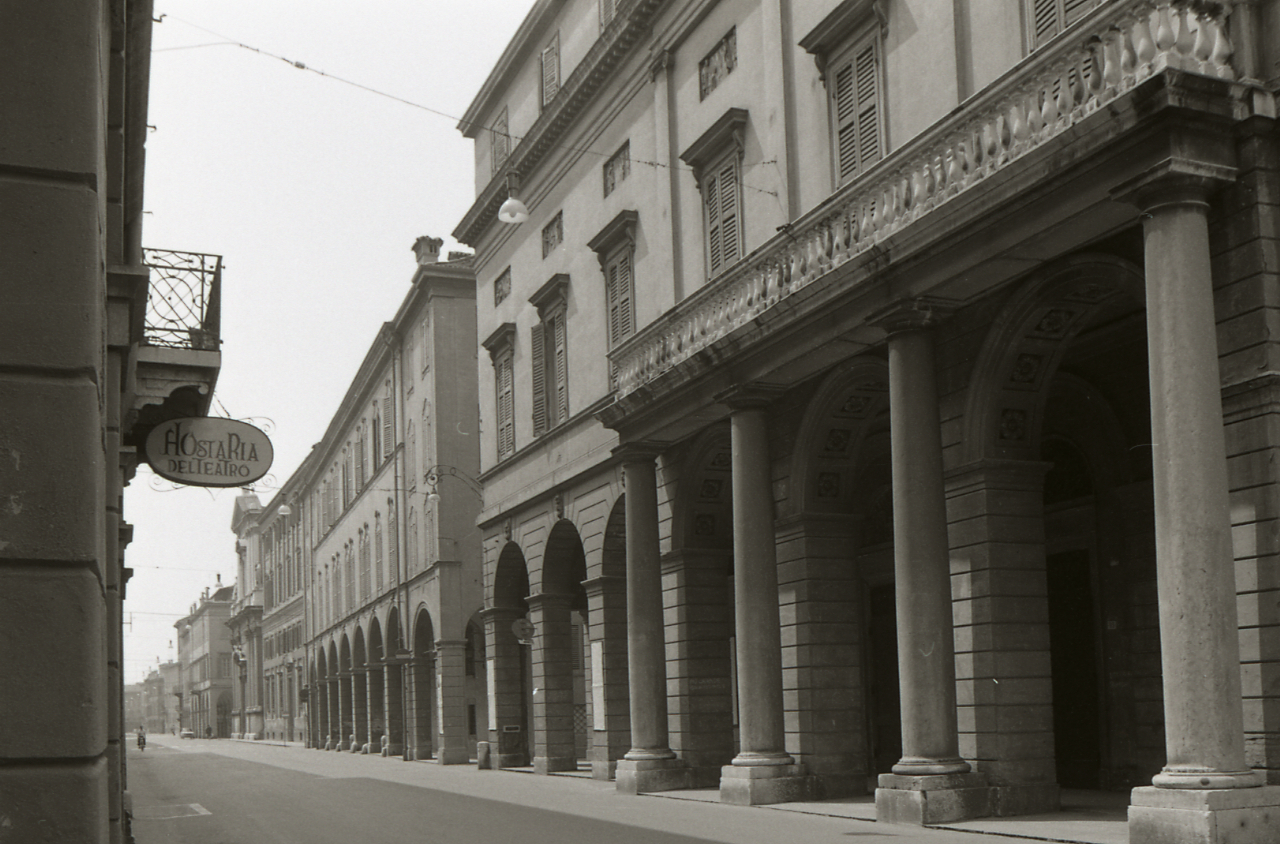
外观

在第一次世界大战期间，剧院由军队控制，1915年至1923年期间关闭，宣布为不安全。1984年，该剧院开始修复，两年后重新向公众开放。1998年12月全面修复后重新开放，拥有900个座位，共有112个包厢，分四层。
自1841年开业以来，市政剧院已经展示了所有主要剧目作品，以及许多新的和不熟悉的作品。如今，在10月至4月的演出季中，该剧院的节目通常包括七部歌剧，每次演出两部。该剧院是艾米利亞-羅馬涅剧院协会的成员，因此与该地区的歌剧院合作，共同制作作品。
2007年9月，世界著名歌剧男高音、摩德纳居民卢奇亚诺·帕瓦罗蒂去世后，摩德纳市长宣布，该剧院将为这位歌手更名。12月6日，剧院正式以帕瓦罗蒂命名。2021年10月2日，剧院在新冠疫情后重新开放，决定将剧院也献给艺术家米雷拉·弗雷妮。